# Sainte-Foy (Landes)
Sainte-Foy è un comune francese di 249 abitanti situato nel dipartimento delle Landes nella regione della Nuova Aquitania.

## Società

### Evoluzione demografica
Abitanti censiti